# Монте-Карло
Мо́нте-Ка́рло (фр. Monte-Carlo, монег. Munte Carlu) — административная территория Княжества Монако, один из десяти районов государства, расположенный на территории одноимённой коммуны. Южнее этого района расположен Ла-Кондамин, а севернее — французская коммуна Босолей.

## О районе
Монте-Карло является курортом и центром международного туризма.
Район широко известен своим казино, в нём находятся оперный театр и национальный музей изящных искусств. В нём проводится престижный Международный цирковой фестиваль, начинается и завершается ежегодное Ралли Монте-Карло, по Монте-Карло проходит трасса Гран-при Монако Формулы-1.
Железнодорожная станция Монако — Монте-Карло располагается в скале. Со станции можно выйти как в курортно-историческую часть, так и в зону казино.

## Фотогалерея

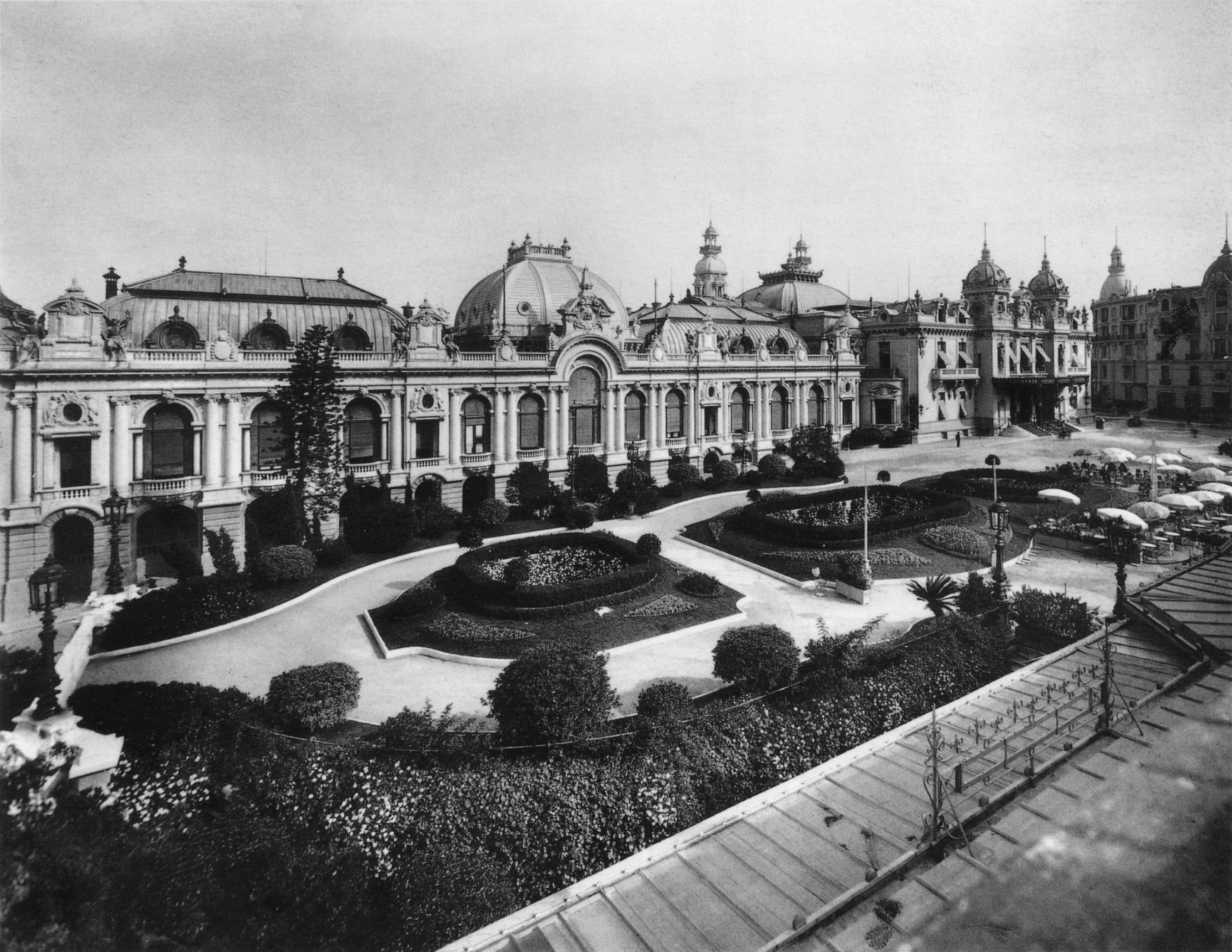
Площадь перед казино в начале XX века
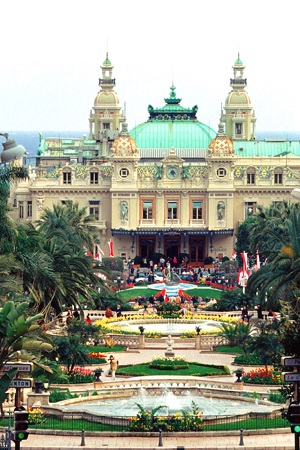
Вид на казино Монте-Карло
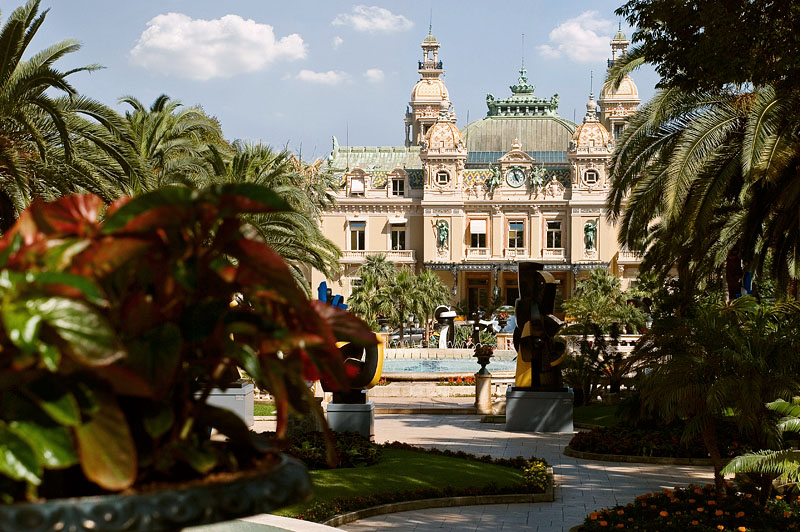
Казино в Монте-Карло
Казино Монте-Карло
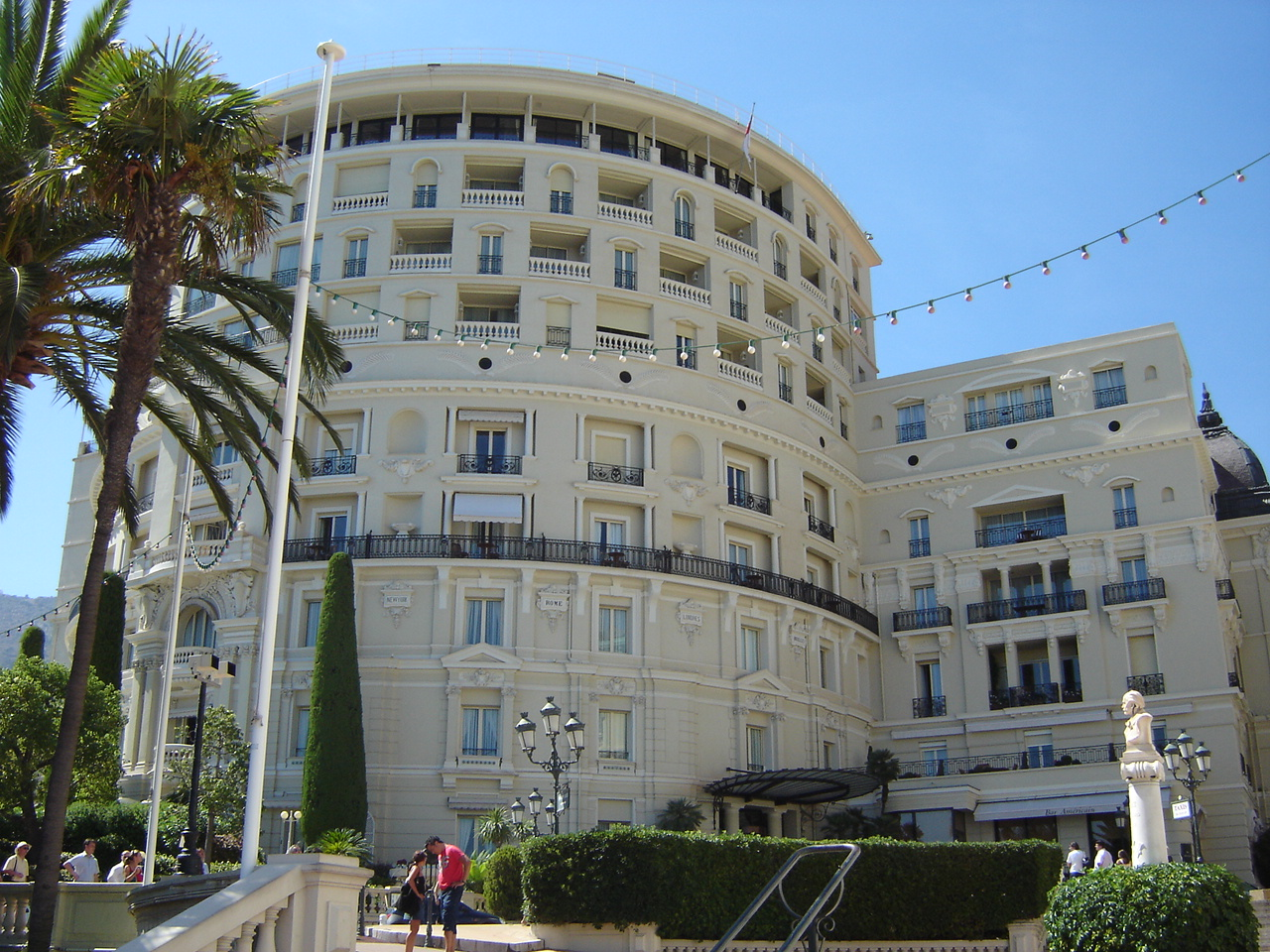
Отель Париж
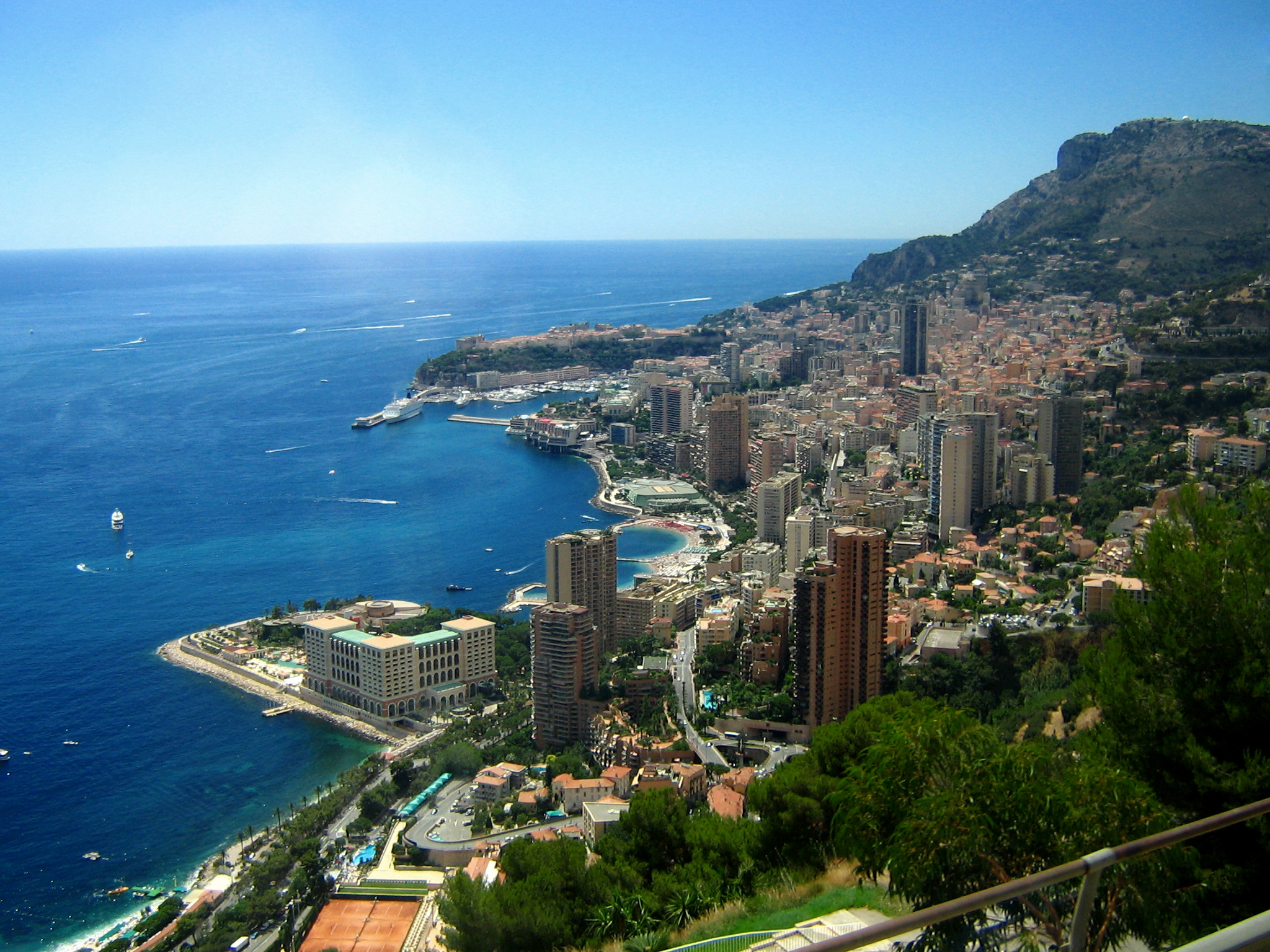
Монте-Карло
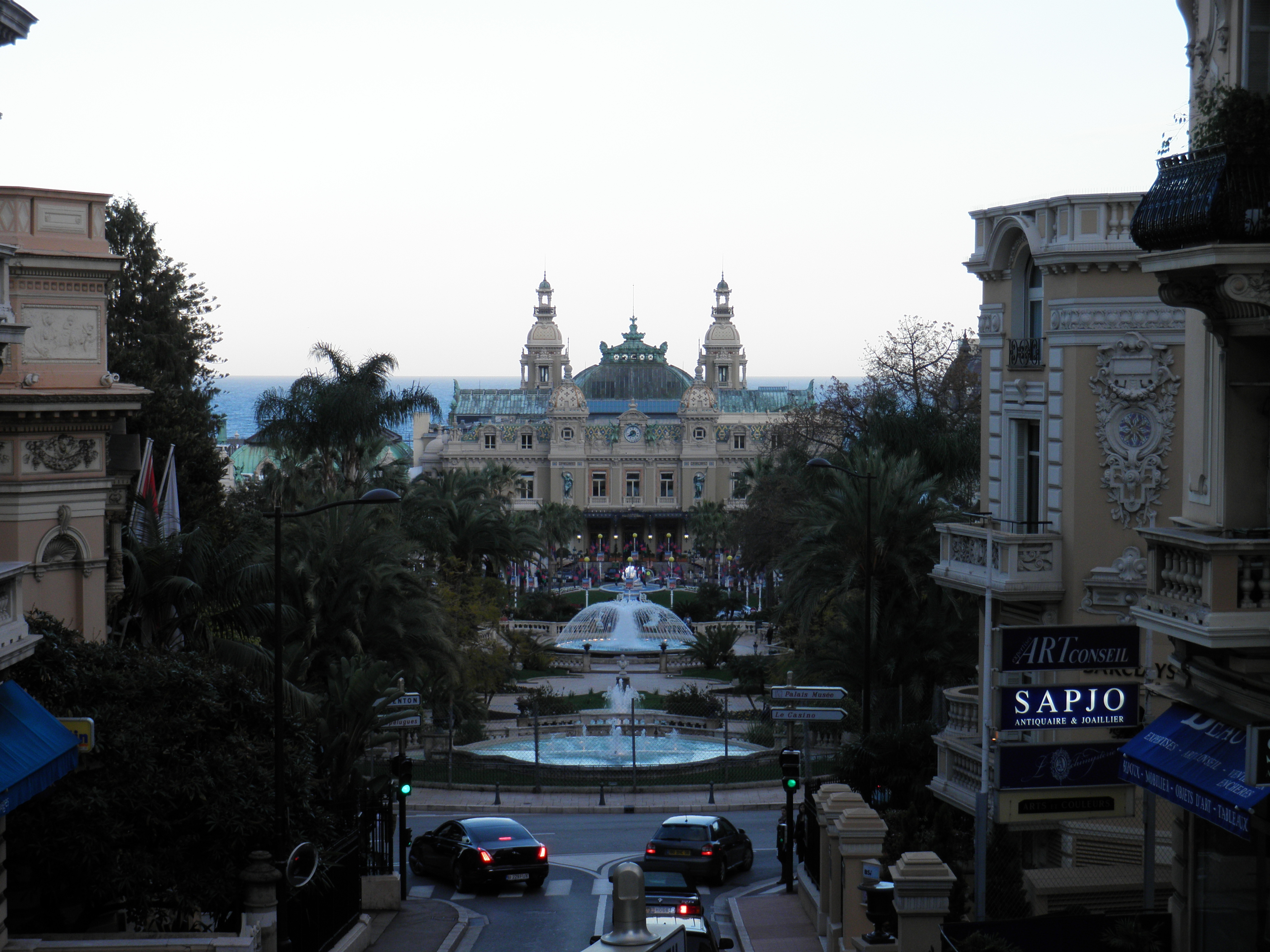
Вид на казино
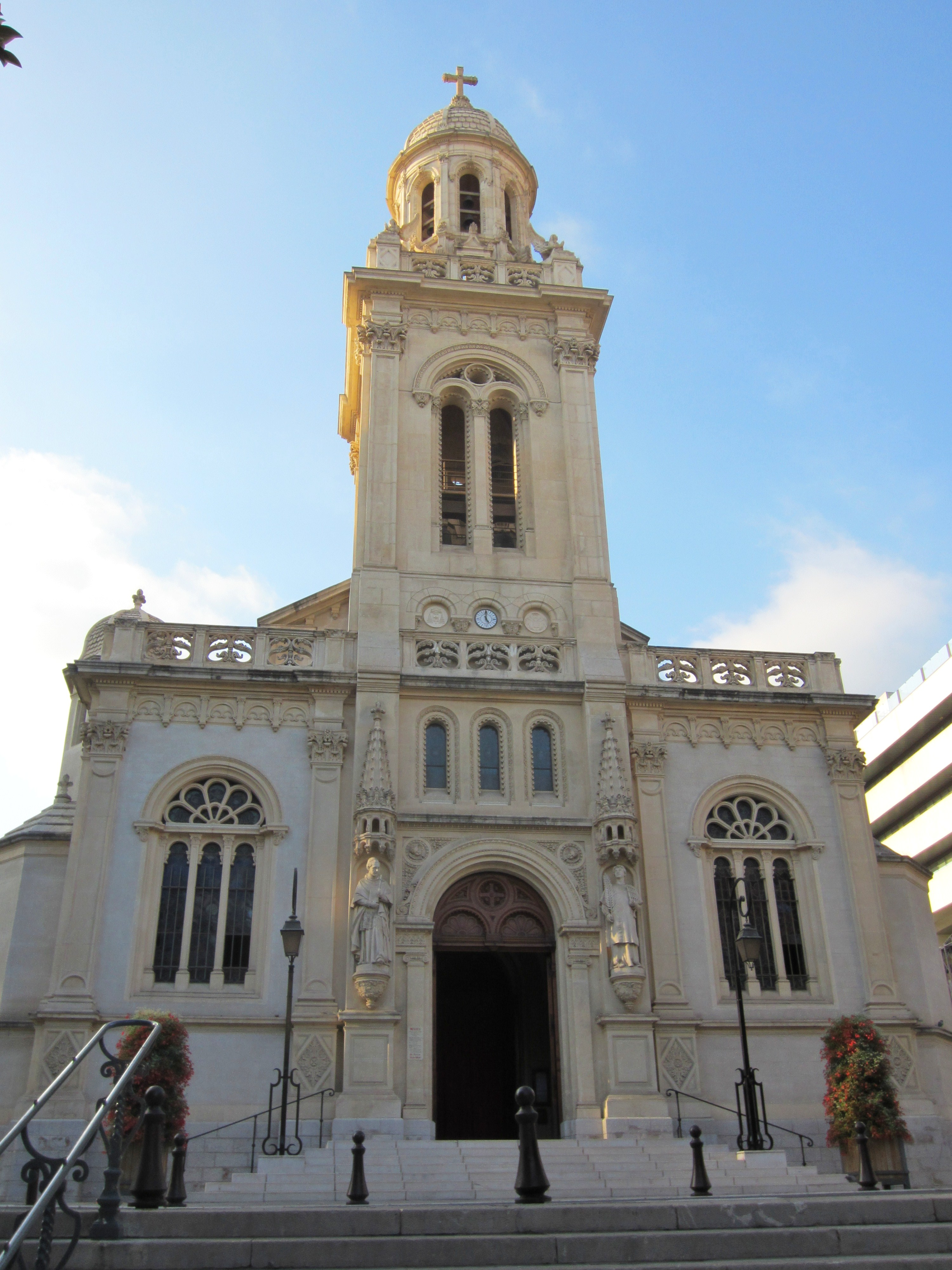
Церковь Святого Карла